# Fresh TV Inc
Frisk TV er et canadisk produktionsselskab med speciale i ungdomsserier. De har haft succes med etablering af internationalt anerkendte mærker som 6teen og Total Drama franchise.
Selskabet har for nylig, anno 2010, udvidet deres produktion til også at omfatte live-action, med den kommende My Babysitter is a Vampire, som i øjeblikket er i produktion.

## Produktioner
- 6teen – 91 episoder + 2 special, 7 November, 2004 – 11 Februar 2010
- Total Drama Island – 26 episode + 1 special, November 10, 2010
- Total Drama Action – 26 episode + 1 special, Januar 11, 2009 – December 10, 2009
- Total Drama World Tour
- Stoked – 26 episoder (+ 26 episoder i produktion), Juni 25, 2009–nu